# Inc. (Wirtschaftsmagazin)
Inc. ist ein monatlich erscheinendes US-amerikanisches Wirtschaftsmagazin. Die Zeitschrift wurde 1979 von Bernie Goldhirsh in Boston gegründet und hat ihren Sitz in New York City. Das Magazin veröffentlicht jährlich die 500 (Inc. 500) bzw. 5000 (Inc. 5000) am schnellsten wachsenden Unternehmen der USA. 2000 wurde das Magazin von Gruner + Jahr für einen Kaufpreis von rund 200 Millionen Dollar gekauft. Nur fünf Jahre später wurde es zusammen mit Fast Company für 35 Millionen Dollar verkauft. 2012 erreichte das Magazin eine Auflage von 711.068 Exemplaren.
Der Name des Magazins steht für Incorporated, eine Bezeichnung hinter dem Namen eines US-amerikanischen Unternehmens der Form Corporation, siehe Gesellschaftsrecht der Vereinigten Staaten#Corporation.